# Robin Holliday
Robin Holliday (* 6. November 1932 in Palästina; † 9. April 2014 in Sydney) war ein britischer Molekularbiologe.
Holliday war Sohn eines Architekten und wurde in Palästina geboren, wo seine Eltern seit 1921 lebten. Sie kehrten 1935 nach England zurück, fuhren aber 1939 für einen halbjährigen Aufenthalt nach Sri Lanka, woraus aufgrund des Zweiten Weltkriegs mehrere Jahre wurden. Einen Teil verbrachten sie in Südafrika und ab 1944 waren sie in Gibraltar, von wo aus sie 1947 nach England zurückkehrten. Er studierte ab 1952 an der Universität Cambridge, wo er sich unter dem Eindruck der dort 1953 erfolgten Entdeckung der Doppelhelix-Struktur der DNA durch James D. Watson und Francis Crick der Molekularbiologie zuwandte. Noch während der Arbeit an der Promotion war er an der John Innes Horticultural Institution und befasste sich mit den Mechanismen des Crossover, was 1963 während seines Aufenthalts an der University of Washington zur Idee der Holliday-Struktur führte. Ab 1965 war er am National Institute for Medical Research (NIMR)  in Mill Hill (damals unter Leitung von Peter Medawar), wo er schließlich die Abteilung Genetik leitete. Ab 1988 forschte er bei der  CSIRO in Sydney.
Holliday schlug 1964 die Holliday-Struktur (Holliday junction) beim Austausch (Rekombination) von DNA-Strängen beim Crossover während der Meiose vor. Er wies in Experimenten mit CHO-Zellen nach, dass DNA-Methylierung als Teil der epigenetischen Kontrolle der Genexpression eine Hauptursache des Gen-Silencing in Säugerzellen ist. Seine bahnbrechende Arbeit mit John Pugh über die Rolle der Methylierung der DNA in der Epigenese erschien 1975 in Science. Später befasste er sich, beeinflusst von dem Interesse an dem Thema seines ehemaligen Chefs Peter Medawar, mit den molekularbiologischen Grundlagen des Alterns. Das erforschte er an menschlichen Zellen in Kulturen, in denen sie eingeschränkte Möglichkeiten zur Teilung haben (Hayflick-Grenze). Er testete Hypothesen zur Beschädigung von Proteinen im Alterungsprozess nach einem Vorschlag seines Freundes Leslie Orgel. 1995 veröffentlichte er ein populärwissenschaftliches Buch über das Altern.
Er war Fellow der Royal Society, deren Royal Medal er 2011 erhielt, Fellow der Australian Academy of Sciences, der Indian Natural Science Academy und Mitglied der European Molecular Biology Organisation.
1987 erhielt er die Lord Cohen Medal für gerontologische Forschung.
Er war Hobby-Bildhauer. Einige seiner Bronzeskulpturen sind bei der Royal Society. Holliday war zweimal verheiratet, hatte vier Kinder aus erster Ehe und eine Tochter aus zweiter Ehe.

## Schriften
- The Science of Human Progress, Oxford University Press, 1981
- Genes, Proteins and Cellular Aging, Van Nostrand Reinhold, New York, 1986
- Understanding Aging, Cambridge University Press,  1995
- Slaves and Saviours, Blackwall Books, Sydney, 2000
- Aging: The Paradox of Life: Why We Age, Springer 2007
- Origins & Outcomes: An Autobiography, Longueville, Sydney, 2008.